# Evelina Betancourt-Anthony
Evelina Betancourt-Anthony (sinh năm 1950) là một nhà quản lý y tế và chính trị gia Bonairea sinh ra ở Aruban. Từ ngày 1 tháng 12 năm 2015, bà phục vụ với tư cách là Phó Thống đốc đảo khi không có Thống đốc Đảo hoàn thành các nhiệm vụ của văn phòng đó.

## Thơ ấu
Evelina Anthony sinh năm 1950,  tại Aruba, nơi cha bà đang làm việc trong ngành dầu khí. Cả hai cha mẹ bà đều là người gốc Bonaire, cũng như ông bà của bà.
Khi cbà cô bị đuổi khỏi nhà máy lọc dầu, cả gia đình trở về Bonaire, nơi họ vẫn còn một ngôi nhà. Sau khi học tiểu họbà cô theo htại ọc Meer Uit Quayreid Lager Onderwijs (MULO) trong hai năm ở Bonaire và năm 1968 chuyển đến Hà Lan để học xong trung họBà Cô theo tạihọc Schoevrs, ở Amsterdam học quản lý và tổ chức, nhưng không có tiền để trả cho việc học thêm. Thay vào đbà cô vào ngành điều dưỡng nbà có có thược để đào tạo, phòng và bảđều ng được cung p, bà cô nhận được một khoản trợ cấp nhỏ hàng thánBà Cô bắt đầược đu đào tạo tại bệnh viện ở Amsterdam-Nord, nhưng nghỉ ại trước khi hoàn thành khóa đào tạo để có việc làm toàn thời gian tại Công ty Vận tải Nhà nước Argentina ở Amsterdam để cho phép chồng sắp cưới hoàn thành việc học của mình. 
Hai người kết hôn và sau khi chồng tốt nghiệp, Anthony cùng ông chuyển đến West Friesland. Bà có hai con và làm công việc tình nguyện. Khi mẹ chồng bị ốm, họ trở về Bonaire. Trong khi chồng cô làm việc trong ngành dịch vụ chính phủ với tư cách là Trưởng phòng Tài chính, Anthony trở lại trường học, tham gia các khóa học luật tại Đại học Antilles của Hà Lan ở Curaçao. Sau hai năm, bà đã được cung cấp một vị trí trong bộ phận hành chính tại một phòng khám sức khỏe ở Bắc Saliña. Sau hai năm nữa, bà đã đảm nhận một chức vụ trong chính phủ vào năm 1990 với tư cách là điều phối viên dự án y tế cho toàn bộ Antilles của Hà Lan, nơi cần nhiều chuyến đi đến các hòn đảo khác nhau. Năm 1996, Anthony cũng tham gia với Hiệp hội Điều dưỡng và Chăm sóc Người cao tuổi (tiếng Hà Lan: Stichting Ziekenverpleging & Bejaardenzorg) được bầu làm chủ tịch Hiệp hội một vài tháng sau cuộc họp đầu tiên của bà với hội đồng quản trị. Bà và người chồng đầu tiên đã ly dị, và Anthony đã tái hôn với một người Cuba tên Betancourt.
Năm 1999, Anthony quyết định tham gia chính trị và khi đảng của bà giành chiến thắng trong cuộc bầu cử, bà được bổ nhiệm làm Phó phòng Chăm sóc Sức khỏe. Đó là một thời gian thay đổi trên đảo, vì trước đó cảnh sát vận hành dịch vụ xe cứu thương và hầu hết các chăm sóc chính đều yêu cầu bệnh nhân được gửi qua thuyền đến Curaçao. Một ban giám sát được thành lập để tiếp quản dịch vụ xe cứu thương, chăm sóc sức khỏe tại nhà và đào tạo cho nhân viên y tế. Năm 2000, Anthony được bổ nhiệm làm Bộ trưởng trong chính phủ tại The Hague và trở về Hà Lan trong hai năm. Bà trở về Bonaire và tiếp tục làm chủ tịch Hiệp hội, đã được đổi tên thành Quỹ Mariadal (tiếng Hà Lan: Fundashon Mariadal. Theo hệ thống mới, chức vụ là một vị trí xoay trong Hội đồng quản trị và Anthony phục vụ tại cơ sở cho đến năm 2014.
Vào ngày 1 tháng 12 năm 2015, Anthony được bổ nhiệm làm Thống đốc Đảo tạm thời cho Bonaire và đại diện Vương quốc Hà Lan cho Bonaire, Saba và Sint Eustatius trong một năm, phục vụ thay cho ông khi Trung úy, Edison Rijna rời xa hòn đảo. Sau khoảng thời gian đó, chức danh của bà được đổi thành Phó Thống đốc.   

### Trích dẫn
1. 1 2  Rijksdienst Caribisch Nederland 2015.
2. 1 2 3 4  van der Berg 2017.
3. ↑  Fundashon Mariadal 2014.
4. ↑  Amigoe 2015.
5. ↑  Eilandsraad 2017.